# オードリー・ホランダー

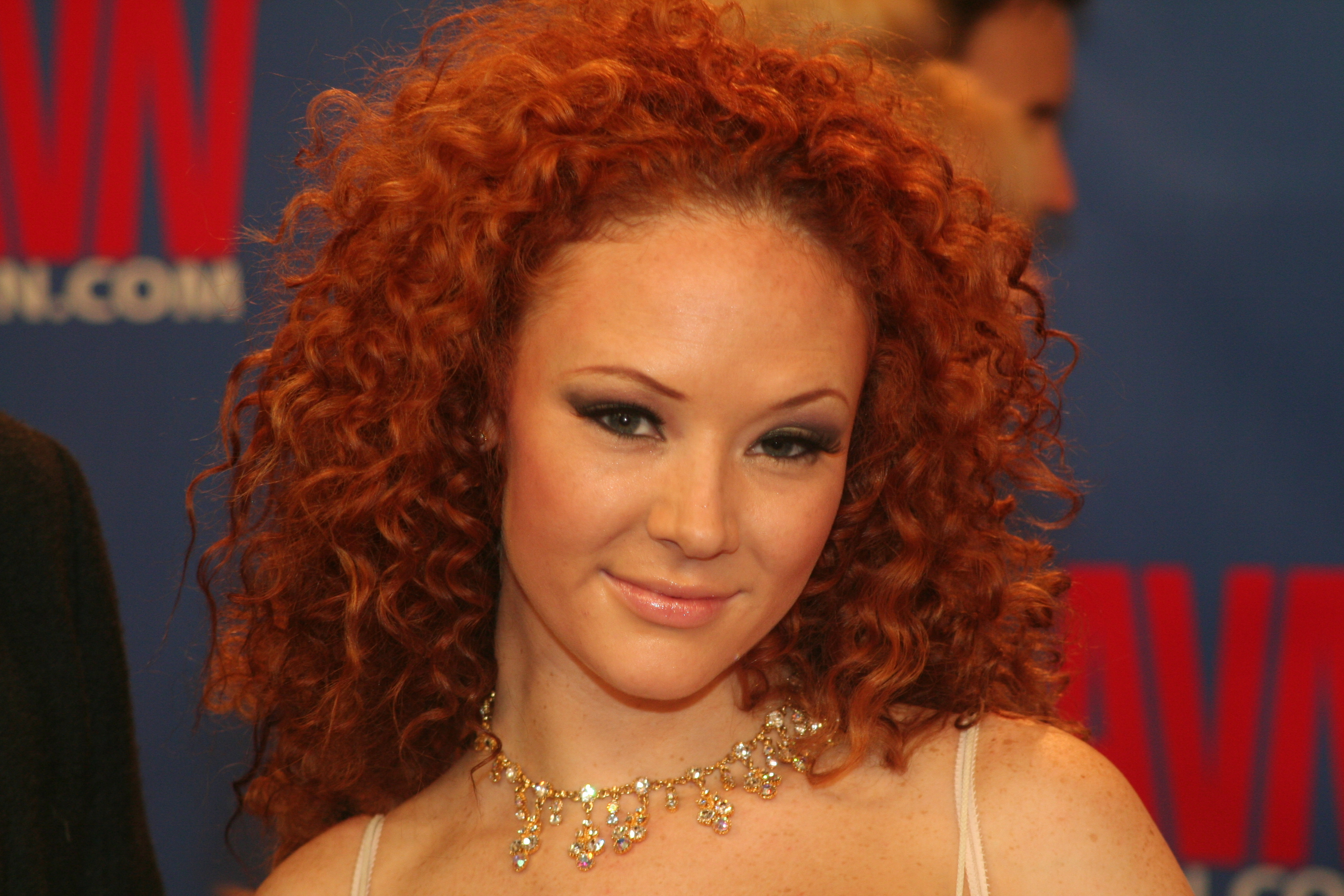
オードリー・ホランダー

オードリー・ホランダー（Audrey Hollander、 1979年11月4日 - ）は、アメリカ合衆国のポルノ女優。ケンタッキー州ルイビル出身。